# Jauja, Mexiko
Jauja är en ort i Mexiko.   Den ligger i kommunen La Piedad och delstaten Michoacán de Ocampo, i den centrala delen av landet, 300 km väster om huvudstaden Mexico City. Jauja ligger 1 791 meter över havet och antalet invånare är 231.
Terrängen runt Jauja är platt åt sydost, men åt nordväst är den kuperad. Terrängen runt Jauja sluttar österut. Runt Jauja är det ganska tätbefolkat, med 104 invånare per kvadratkilometer. Närmaste större samhälle är La Piedad Cavadas, 10,1 km norr om Jauja. Trakten runt Jauja består till största delen av jordbruksmark.